# Ron-Robert Zieler
Ron-Robert Zieler (Colonia, Alemania Federal, 12 de febrero de 1989) es un futbolista alemán que juega guardameta en el F. C. Colonia de la 1. Bundesliga de Alemania.
Comenzó su carrera profesional en Manchester United, donde no jugó partidos oficiales, haciendo su debut en el Northampton Town. En 2010 se trasladó a Hannover 96, donde hizo 185 apariciones profesionales en seis temporadas. Zieler se unió a Leicester City en 2016.
Con la selección sub-19 de Alemania ganó el Campeonato Sub-19 de Europa de la UEFA 2008 . Hizo su debut con la selección absoluta en 2011, y fue parte de la escuadra Alemana que alcanzó las semifinales de la UEFA Euro 2012 y ganó la Copa Mundial de la FIFA 2014.

## Trayectoria

### Inicios de su carrera
Zieler nació en Colonia, Renania del Norte-Westfalia. Comenzó su carrera en el fútbol con el equipo de su ciudad SCB Viktoria Köln antes de unirse a 1. FC Köln en 2001. En julio de 2005, se trasladó a Inglaterra como aprendiz con el Manchester United, luego de terminar su educación en Alemania. 

### Manchester United
En su primera temporada con el Manchester United, Zieler jugó 22 veces para la selección sub-18, incluyendo cuatro en la Copa FA Juvenil. También fue nombrado como suplente en 11 partidos de reserva, incluyendo la final de la Manchester Senior Cup, lo que le valió una medalla de ganadores. En la siguiente temporada, compartió funciones de portero Sub-18 con Ben Amos, hizo su debut con las reservas el 15 de marzo de 2007, en la derrota por 3-0 frente al Sheffield United. A pesar del mal comienzo, hizo las paces cuatro días más tarde, manteniendo la portería a cero en la victoria por 2-0 sobre Oldham Athletic.
La temporada 2007-08 marcó el surgimiento de Zieler como miembro de pleno derecho del equipo de reserva, ya que él y Tom Heaton comparten la mayoría de las funciones de portero, cada uno haciendo 11 apariciones.
Al comienzo de la temporada 2008-09, Zieler se le dio un primer número plantilla del equipo - 38 - por primera vez. Tuvo su primer contacto con la primera acción del equipo el 23 de septiembre de 2008, cuando fue nombrado en el banquillo en la victoria por 3-1 sobre el Middlesbrough.

#### Northampton Town (préstamo)
El 28 de noviembre de 2008, Zieler fue enviado a préstamo al Northampton Town hasta el 31 de diciembre. El préstamo se amplió posteriormente hasta el 31 de enero de 2009, y luego se extendió de nuevo el 2 de febrero hasta el 25 de febrero.
Zieler hizo su debut para Northampton Town el 21 de febrero de 2009, jugando para los 90 minutos de la derrota por 2-0 en Walsall. Luego jugó de nuevo tres días después, en un empate 1-1 frente al Brighton, antes de regresar a Manchester United el 26 de febrero después de que su periodo de cesión alcanzara los 93 días. alcanzando el máximo permitido fuera de la ventana de transferencia.

#### Volver al Manchester United
A su regreso a Manchester United, Zieler reanudó sus funciones como portero del filial, encajando sólo un gol en sus primeros cuatro partidos de vuelta. Sin embargo, en un partido contra el Newcastle United el 30 de marzo de 2009, sufrió una fractura en el brazo después de chocar con un delantero de Newcastle en el aire. Volvería a la acción en la pretemporada 2009-10, pero tuvo problemas para recuperar su posición en el equipo de la reserva; sus apariciones en toda la temporada fueron esporádicos y que más a menudo se nombran como suplente.

## Selección nacional
El 8 de mayo de 2014 fue incluido en la lista preliminar de 30 jugadores por el entrenador Joachim Löw con miras a la fase final de la Copa del Mundo. Fue ratificado entre los 23 jugadores que viajaron a Brasil el 2 de junio.

### Participaciones en Copas del Mundo
| Mundial                        | Sede   | Resultado |
| ------------------------------ | ------ | --------- |
| Copa Mundial de Fútbol de 2014 | Brasil | Campeón   |

### Participaciones en Eurocopas
| Eurocopa      | Sede              | Resultado   |
| ------------- | ----------------- | ----------- |
| Eurocopa 2012 | Polonia y Ucrania | Semifinales |

## Clubes
| Club                    | País       | Año       |
| ----------------------- | ---------- | --------- |
| Northampton Town F. C.  | Inglaterra | 2008-2009 |
| Manchester United F. C. | Inglaterra | 2009-2010 |
| Hannover 96             | Alemania   | 2010-2016 |
| Leicester City F. C.    | Inglaterra | 2016-2017 |
| VfB Stuttgart           | Alemania   | 2017-2019 |
| Hannover 96             | Alemania   | 2019-2025 |
| F. C. Colonia (cedido)  | Alemania   | 2020-2021 |
| F. C. Colonia           | Alemania   | 2025-     |

## Palmarés

### Campeonatos internacionales
| Título                                 | Club (*)                     | País            | Año  |
| -------------------------------------- | ---------------------------- | --------------- | ---- |
| Campeonato de Europa Sub-19 de la UEFA | Selección de Alemania sub-19 | República Checa | 2008 |
| Copa Mundial de Fútbol                 | Selección de Alemania        | Brasil          | 2014 |

(*)Incluyendo la selección.